# 小川郷駅
小川郷駅（おがわごうえき）は、福島県いわき市小川町高萩にある、東日本旅客鉄道（JR東日本）磐越東線の駅である。
いわき方面からの一部の列車は当駅で折り返す。

## 歴史

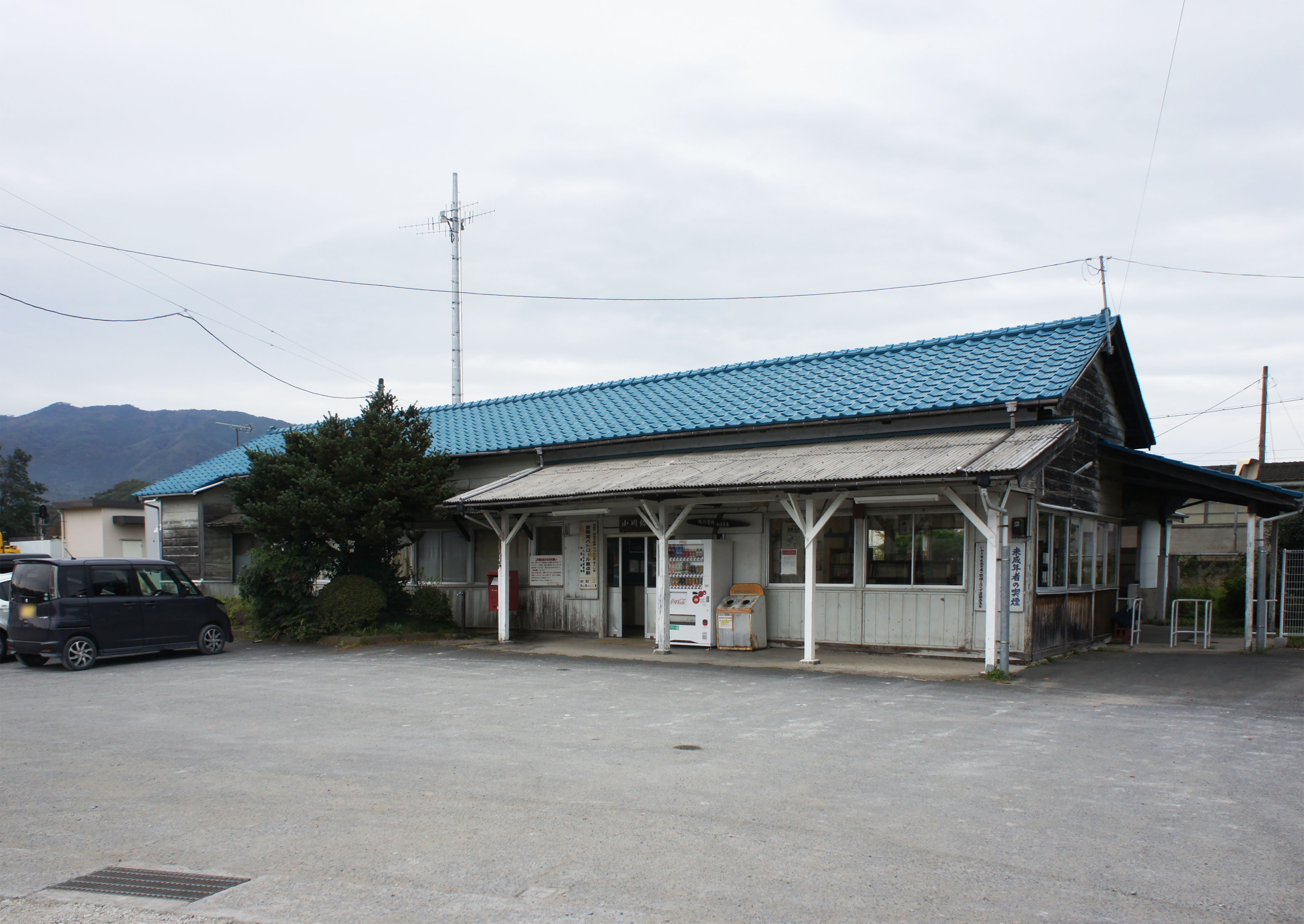
旧駅舎（2021年10月）

かつては住友セメントの専用線が接続し、セメント原料の粘土を同社田村工場（大越駅）まで貨車で輸送していた。いわき市平上平窪にある粘土山から当駅までは、架空索道で運搬していた。
- 1915年（大正4年）7月10日：国有鉄道の駅（一般駅）として開業[2][3]。
- 1972年（昭和47年）10月2日：専用線発着を除く貨物の取り扱いを廃止[5]。
- 1984年（昭和59年）2月1日：チッキの取り扱いを廃止[5]。
- 1985年（昭和60年）7月1日：車扱貨物の取り扱いを全廃[5]。
- 1987年（昭和62年）4月1日：国鉄分割民営化により、東日本旅客鉄道（JR東日本）の駅となる[3]。
- 1989年（平成元年）3月11日：全線CTC化に伴い、無人化[新聞 1]。
- 2016年（平成28年）4月1日：三春駅の業務委託化により、管理駅を郡山駅に変更。
- 2023年（令和5年）
  - 6月22日：JR東日本東北本部が地元住民に対し、駅舎を同年8月にも解体する方針を示す[新聞 2][新聞 3]。
  - 9月上旬以降：駅舎とホーム屋根の建て替え工事に着手[報道 1]。
- 2024年（令和6年）
  - 3月19日：新駅舎の使用を開始。
  - 10月1日：えきねっとQチケのサービスを開始[1][報道 2]。

## 駅構造
島式ホーム1面2線を持つ地上駅。駅入口とホームは地下通路で繋がっており、この地下道には付近の小学生の絵や小川町出身の草野心平の額が飾られている。西側にある駅舎とホームの間に側線が1本引かれている。
開業時より木造駅舎が使用されていたが、2023年（令和5年）8月中にも解体され、2023年度（令和5年度）内に通路を含めた約30平方メートルの新駅舎が新設される予定とされた。その後、2023年（令和5年）8月28日に、JR東日本東北本部が、同年9月上旬以降 - 翌2024年（令和6年）春ごろまで、駅舎とホーム屋根の建て替え工事に着手することを発表した。
郡山駅管理の無人駅である。乗車駅証明書発行機が設置されている。
旧駅舎内はギャラリーとなっていて、草野心平に関するパネルなどが設置されていた。また、以前はKIOSKが営業していた。

### のりば
| 番線 | 路線      | 方向 | 行先       | 備考            |
| ---- | --------- | ---- | ---------- | --------------- |
| 1    | ■磐越東線 | 下り | 郡山方面   |                 |
| 2    | ■磐越東線 | 上り | いわき方面 | 当駅始発は1番線 |

- 1・2番線とも下り出発信号機、上り出発信号機があることから、2番線でも折り返し運転ができる。

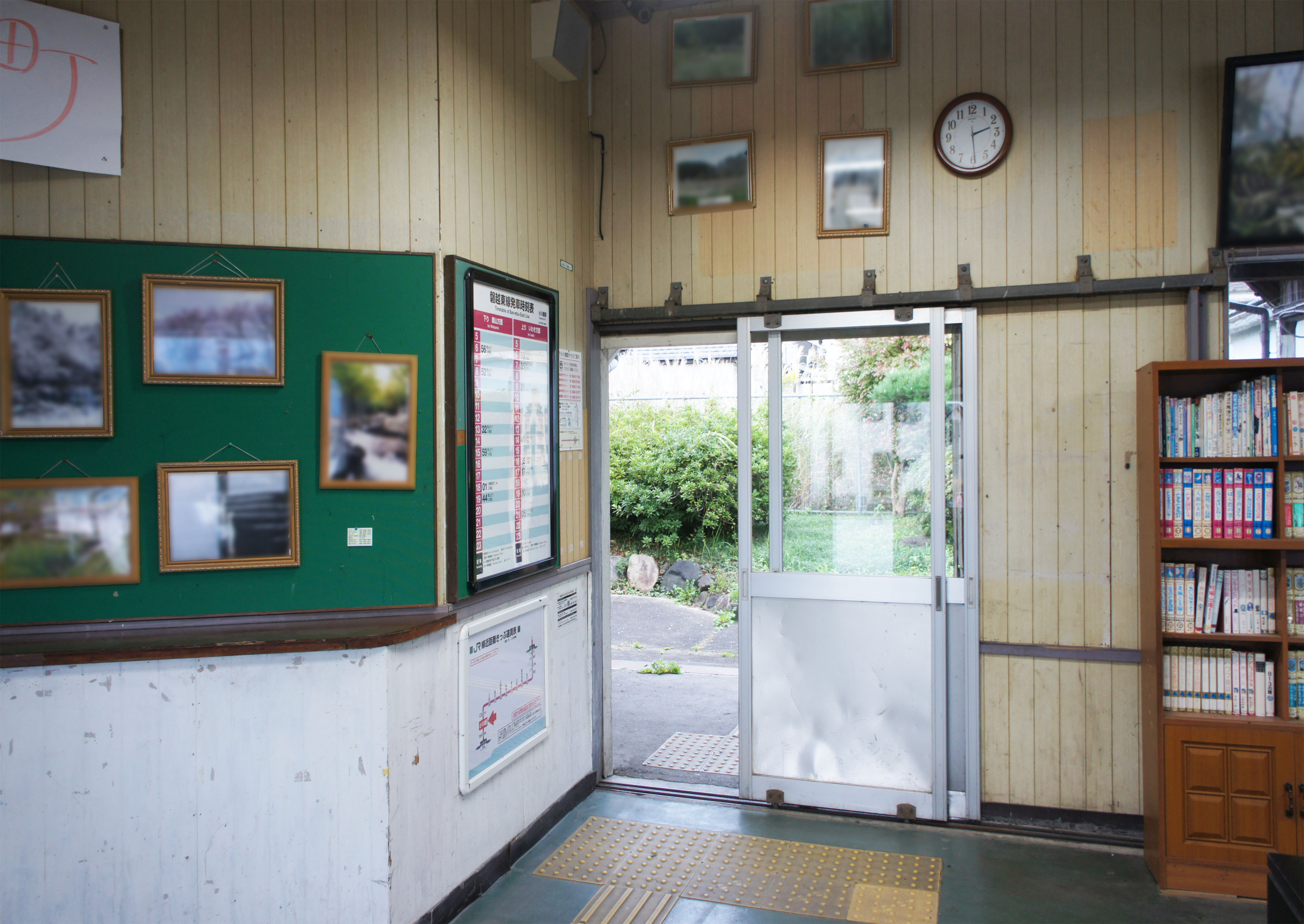
改札口（2021年10月）
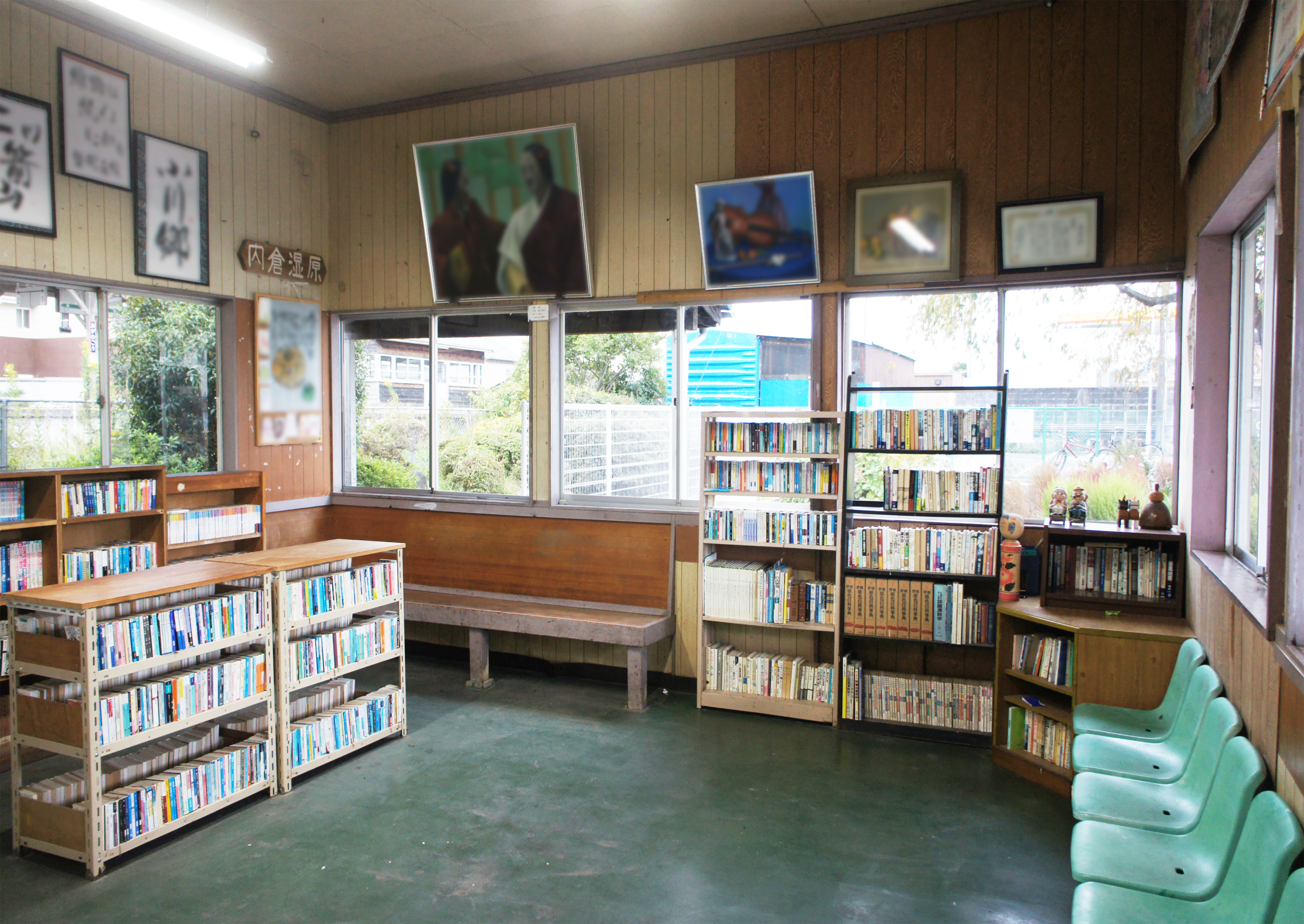
待合室（2021年10月）
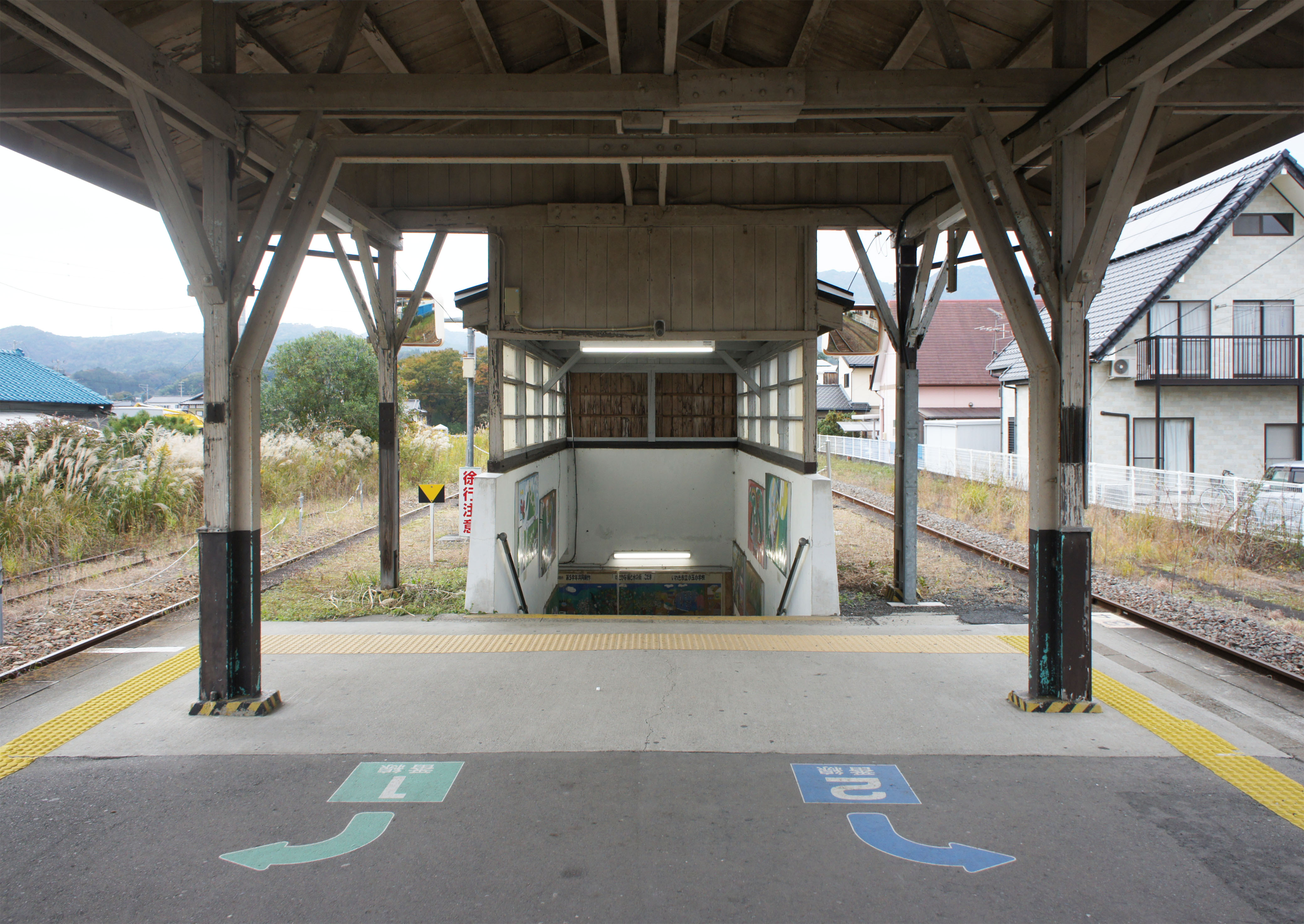
地下通路（2021年10月）
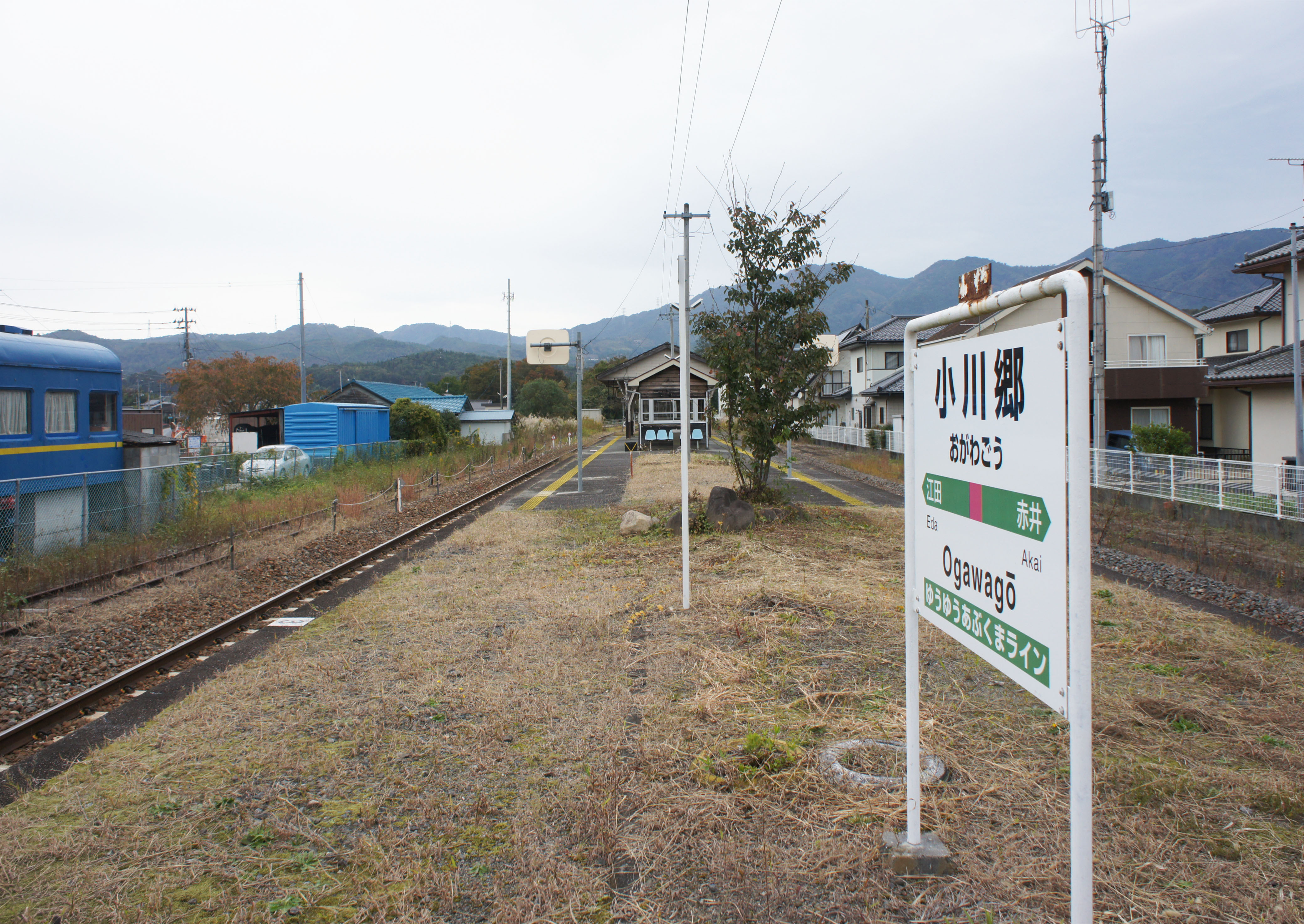
ホーム（2021年10月）

## 利用状況
「福島県統計年鑑」によると、2000年度（平成12年度）- 2004年度（平成16年度）の1日平均乗車人員の推移は以下のとおりであった。
| 乗車人員推移       | 乗車人員推移     | 乗車人員推移 |
| 年度               | 1日平均 乗車人員 | 出典         |
| ------------------ | ---------------- | ------------ |
| 2000年（平成12年） | 307              | [ 7 ]        |
| 2001年（平成13年） | 310              | [ 8 ]        |
| 2002年（平成14年） | 299              | [ 9 ]        |
| 2003年（平成15年） | 284              | [ 10 ]       |
| 2004年（平成16年） | 268              | [ 11 ]       |

## 駅周辺

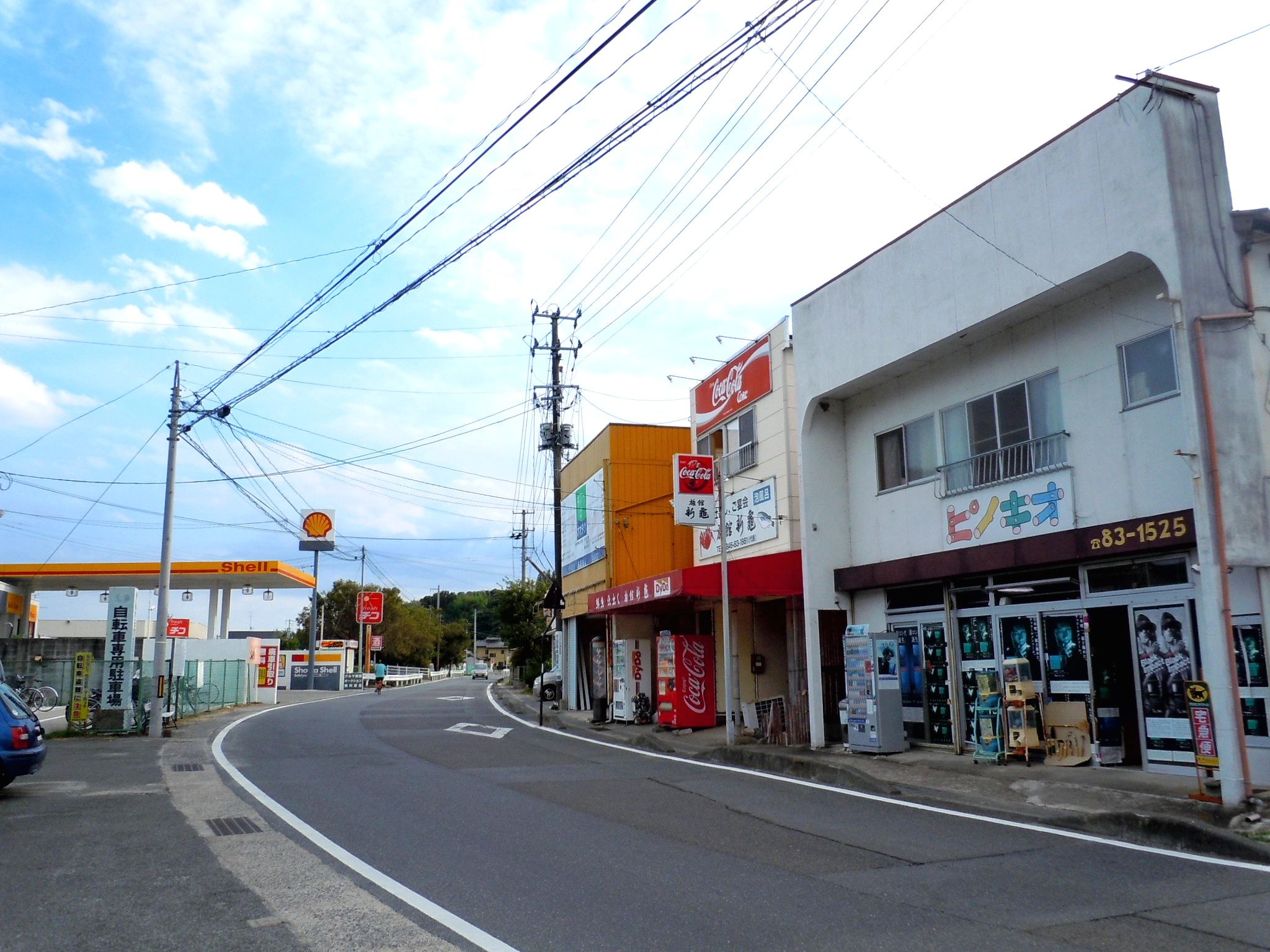
駅前

旧・小川町の中心駅であったため、駅を中心にやや大きな集落が形成されている。
- いわき市役所小川支所
- 小川郵便局
- セブン-イレブンいわき小川町店
- 草野心平生家
- 国道399号
- 福島県道248号小川赤井平線
- 新常磐交通「小川農協」停留所

## 隣の駅
東日本旅客鉄道（JR東日本）
■磐越東線
赤井駅 - 小川郷駅 - 江田駅

### 報道発表資料
1. 1 2  『磐越東線「小川郷駅」の駅舎・ホーム屋根の建替えを行います』（PDF）（プレスリリース）東日本旅客鉄道東北本部、2023年8月28日。オリジナルの2023年8月28日時点におけるアーカイブ。2023年8月28日閲覧。
2. ↑  『Suicaエリア外もチケットレスで! 東北エリアから「えきねっとＱチケ」がはじまります』（PDF）（プレスリリース）東日本旅客鉄道、2024年7月11日。オリジナルの2024年7月11日時点におけるアーカイブ。2024年7月31日閲覧。

### 新聞記事
1. ↑  「磐越東線を近代化 JR東北地域本社 3・11ダイヤ改正から 平-郡山間全線にCTC」『交通新聞』交通新聞社、1989年1月10日、1面。
2. 1 2 3  「小川郷駅 JRが老朽化した駅舎の解体方針示す ゆかりの品は撤去要請」『いわき民報』2023年6月23日。オリジナルの2023年8月18日時点におけるアーカイブ。2023年8月18日閲覧。
3. 1 2  「【鉄路と生きる】JR東日本、8月にも解体方針 草野心平の古里、福島県いわき市の小川郷駅」『福島民報』2023年6月24日。オリジナルの2023年8月18日時点におけるアーカイブ。2023年8月18日閲覧。
4. ↑  「「ありがとう小川郷駅」住民有志が感謝のイベント開催 木造駅舎解体前に」『いわき民報』2023年7月31日。オリジナルの2023年8月18日時点におけるアーカイブ。2023年7月31日閲覧。